# Fred André
Fred André (Haarlem, 31 de mayo de 1941-24 de enero de 2017) fue un entrenador y futbolista neerlandés que jugaba en la demarcación de defensa.

## Biografía
Debutó como futbolista en 1963 con el SC Telstar después de que Toon van den Ende le pusiera en el campo en un partido de la Eerste divisie. Jugó en el club durante trece temporadas, llegando a disputar una temporada en segunda división y las doce restantes en la Eredivisie, anotando 18 goles en 328 partidos de liga. En la temporada 1976-77 se fue traspasado al FC Volendam, donde volvió a jugar una temporada en la Eerste divisie. En la temporada siguiente ascendió de división, y permaneció jugando con el club hasta 1979, año en el que colgó las botas.
Falleció el 24 de enero de 2017 a los 75 años de edad.

## Clubes

### Como futbolista
| Club        | País         | Año         | Partidos | Goles |
| ----------- | ------------ | ----------- | -------- | ----- |
| SC Telstar  | Países Bajos | 1963 - 1976 | 328      | 18    |
| FC Volendam | Países Bajos | 1976 - 1979 | 74       | 2     |

### Como entrenador
| Club       | País         | Año         |
| ---------- | ------------ | ----------- |
| SC Telstar | Países Bajos | 1983 - 1987 |